# Asteròidies
Les asteròidies (Asteroideae) és una subfamília dins de la família botànica d'asteràcies (o asteraceae).
Subfamília cosmopolita subdividida en unes 20 tribus que comprenen uns 1.135 gèneres i 16.000 espècies.

## Característiques
- Capítols formats només per flòsculs o una combinació de flòsculs al centre i semilígules a la perifèria del capítol floral.
- Plantes sense làtex.
- Sovint amb olis i resines a les parts tendres.

## Taxonomia
El sinònim de tubuliflores es considera erroni i no està acceptat.